# شیرین‌سازی آب به تفکیک کشورها
تقریباً بین ۱۶٬۰۰۰ تا ۲۳٬۰۰۰ کارخانه شیرین‌سازی آب در حال بهره‌برداری در سراسر ۱۷۷ کشور جهان وجود دارد که در مجموع حدود ۹۵ میلیون متر مکعب آب شیرین در روز تولید می‌کنند.  علاوه بر این، کارخانه‌های کوچک شیرین‌سازی آب تقریباً در نزدیکی تمام تأسیسات گاز طبیعی یا شکافت هیدرولیکی (فرکینگ) در ایالات متحده فعالیت دارند. این نوع تأسیسات همچنین در صنایع نساجی، چرم‌سازی، صنایع غذایی و سایر بخش‌های صنعتی برای تصفیه و بازچرخانی آب مورد استفاده قرار می‌گیرند.

## نمک زدایی (شیرین‌سازی آب) در خاور میانه

### عربستان سعودی
شرکت تبدیل آب شور عربستان سعودی (Saline Water Conversion Corporation - SWCC) حدود ۵۰٪ از آب شهری در پادشاهی عربستان را تأمین می‌کند. این شرکت چندین کارخانه شیرین‌سازی آب را اداره می‌کند و همچنین قرارداد ۱.۸۹۲ میلیارد دلاری با یک کنسرسیوم ژاپنی-کره‌ای برای ساخت تأسیسات جدیدی منعقد کرده است که قادر خواهد بود روزانه یک میلیارد لیتر آب تولید کند. این تأسیسات قرار بود در پایان سال ۲۰۱۳ افتتاح شود.  در حال حاضر، SWCC ۳۲ کارخانه را در سراسر عربستان مدیریت می‌کند. یکی از نمونه‌های برجسته، کارخانه شیرین‌سازی الشعیبه (Shoaiba) است که با هزینه‌ای معادل ۱.۰۶ میلیارد دلار احداث شده و ظرفیت تولید آن ۴۵۰ میلیون لیتر در روز است.
- کارخانه اسمز معکوس کورنیش (CROP) (تحت بهره‌برداری SAWACO)
- جبیل – ۱٬۴۰۰٬۰۰۰ متر مکعب در روز[۶]
- کارخانه اُبحُر شمالی (تحت بهره‌برداری SAWACO)
- رابغ – ۷٬۰۰۰ متر مکعب در روز (تحت بهره‌برداری WETICO)
- رابغ ۲ – ۶۰۰٬۰۰۰ متر مکعب در روز (در دست ساخت، تحت نظر شرکت تبدیل آب شور عربستان سعودی)  برنامه‌ریزی‌شده برای تکمیل در سال ۲۰۱۸[۷]
- کارخانه نیرو و شیرین‌سازی راس‌الخیِر (تحت بهره‌برداری شرکت تبدیل آب شور عربستان سعودی)   یک تأسیسات ترکیبی (هیبریدی) است که در سال ۲۰۱۴ ساخته شده و به شهر ریاض خدمات‌رسانی می‌کند. این کارخانه روزانه ۱٬۰۳۶٬۰۰۰ متر مکعب آب و ۲٬۴۰۰ مگاوات برق تولید می‌نماید.[۸]
- شعیبه ۳ – ۱۵۰٬۰۰۰ متر مکعب در روز (تحت بهره‌برداری شرکت دوسان)
- کارخانه کورنیش جنوب جده (SOJECO) (تحت بهره‌برداری SAWACO)
- یانبو – شیرین‌سازی با اثر چندگانه (MED)، عربستان سعودی – ۱۴۶٬۱۶۰ متر مکعب در روز[۹]

### امارات متحده عربی
امارات متحده عربی دارای بیش از ۷۰ کارخانه شیرین‌سازی آب است و ۴۲٪ از آب آشامیدنی خود را از طریق شیرین‌سازی تأمین می‌کند. این کشور میزبان برخی از بزرگ‌ترین کارخانه‌های شیرین‌سازی آب در جهان است. از جمله آن‌ها می‌توان به کارخانه شیرین‌سازی جبل علی در دبی اشاره کرد که یک تأسیسات دو منظوره بوده و از فناوری تقطیر ناگهانی چندمرحله‌ای (MSF) استفاده می‌کند و بزرگ‌ترین کارخانه شیرین‌سازی جهان محسوب می‌شود. این تأسیسات قادر است روزانه ۲٬۲۲۷٬۶۰۰ متر مکعب (۲٬۹۱۳٬۶۰۰ یارد مکعب) آب تولید کند. همچنین کارخانه الطویله RO بزرگ‌ترین کارخانه اسمز معکوس در جهان است که ظرفیت تولید آن ۹۰۹٬۲۰۰ متر مکعب (۱٬۱۸۹٬۲۰۰ یارد مکعب) در روز است.
- کلباء – ۱۵٬۰۰۰ متر مکعب در روز ساخته‌شده برای اداره برق و آب شارجه (Sharjah Electricity and Water Authority) تکمیل‌شده در سال ۲۰۱۰  (تحت بهره‌برداری شرکت CH2MHill)[۱۲]
- خورفکّان – ۲۲٬۵۰۰ متر مکعب در روز (تحت بهره‌برداری شرکت CH2MHill)
- غلیله، رأس‌الخیمه – ۶۸٬۰۰۰ متر مکعب در روز (تحت بهره‌برداری شرکت Aquatech)
- حمریه – ۹۰٬۰۰۰ متر مکعب در روز (تحت بهره‌برداری شرکت Aqua Engineering)
- الزوره – ۲۷٬۰۰۰ متر مکعب در روز (تحت بهره‌برداری شرکت Aqua Engineering)
- لیه ۱ – ۲۲٬۵۰۰ متر مکعب در روز (تحت بهره‌برداری شرکت CH2MHill)
- جزایر ایمایل و صیدیات – حدود ۲۰٬۰۰۰ متر مکعب در روز (تحت بهره‌برداری شرکت Aqua EPC)
- جزیره الیاسات الصغری – ۲ میلیون گالن در روز (معادل ۹٬۰۰۰ متر مکعب در روز)
- یک گلخانه آب‌شور در سال ۲۰۰۰ در جزیره الاریام، ابوظبی، امارات متحده عربی احداث شد.

### اسرائیل
کارخانه شیرین‌سازی آب سورک، متعلق به شرکت Israel Desalination Enterprises (IDE)، که در شمال پالمخیم واقع شده، قرار بود پس از آغاز بهره‌برداری در ژوئن ۲۰۱۳، تا ۲۶٬۰۰۰ متر مکعب آب آشامیدنی در ساعت تولید کند؛ که معادل تقریبی ۲۲۸ میلیون متر مکعب در سال است.  امری که روزگاری غیرقابل تصور بود—با توجه به سابقه خشکسالی‌های مکرر و کمبود منابع آب شیرین در اسرائیل—اکنون با استفاده از فناوری شیرین‌سازی ممکن شده است، به‌طوری‌که این کشور توانایی تولید مازاد آب شیرین را نیز به‌دست آورده است.
تا سال ۲۰۱۴، برنامه‌های شیرین‌سازی آب در اسرائیل حدود ۳۵٪ از آب آشامیدنی کشور را تأمین می‌کردند. این رقم در سال ۲۰۱۵ به حدود ۵۰٪ رسید و انتظار می‌رود تا سال ۲۰۵۰ به ۷۰٪ افزایش یابد.  تا تاریخ ۲۹ مه ۲۰۱۵، بیش از ۵۰ درصد از آب مورد استفاده در خانوارها، کشاورزی و صنعت اسرائیل به‌صورت مصنوعی تولید می‌شد، عمدتاً از طریق فرآیندهای شیرین‌سازی و بازیافت فاضلاب.
تأسیسات موجود شیرین‌سازی آب در اسرائیل:
- اشکلون - ۱۲۰ میلیون متر مکعب در سال[۱۸]
- اشدود - ۱۰۰ میلیون متر مکعب در سال[۱۹]
- هدِرا  - ۱۲۷ میلیون متر مکعب در سال[۲۰]
- پالمخیم- ۴۵ میلیون متر مکعب در سال[۲۱]
- سورک- ۲۲۸ میلیون متر مکعب در سال[۲۲]

کارخانه‌های شیرین‌سازی اضافی، تمام نیازهای آب شیرین شهر ایلات را با شیرین‌سازی ترکیبی از آب لب‌شور چاه‌ها و آب دریا تأمین می‌کنند. تأسیسات مشابهی در منطقه عربا و جلگه ساحلی جنوبی رشته‌کوه کرمل وجود دارند.
تحت  پروژه سه‌جانبه با مشارکت امارات، قراردادی در ژوئن ۲۰۲۳ منعقد شده‌است که شامل صادرات ۲۰۰ میلیون متر مکعب آب شیرین‌شده توسط اسرائیل به اردن می‌شود، در مقابل برق تجدیدپذیر از اردن دریافت خواهد شد.
بیش از ۲۰ سال است که احداث یک کارخانه بزرگ شیرین‌سازی آب برای نوار غزه در دستور کار قرار داشته است. اداره آب فلسطین طرح ساخت تأسیساتی به ارزش ۵۰۰ میلیون دلار را تصویب کرده است. نیویورک تایمز در سال ۲۰۱۳ گزارش داد که اسرائیل از این پروژه حمایت کرده و آموزش‌هایی در زمینه شیرین‌سازی به فلسطینیان ارائه داده است.  در سال ۲۰۱۲، دولت فرانسه متعهد به ارائه کمک مالی به ارزش ۱۰ میلیون یورو برای احداث این کارخانه شد. کشورهای عربی نیز، با هماهنگی بانک توسعه اسلامی (IDB)، متعهد شدند که نیمی از بودجه مورد نیاز را تأمین کنند و این مبلغ با تعهد مالی مورد انتظار از طرف اروپا مطابقت داشت. همچنین، بانک سرمایه‌گذاری اروپا (European Investment Bank) خدمات پشتیبانی فنی برای این پروژه فراهم کرده است.

### بحرین
کارخانه شیرین‌سازی الحد در جزیره المحرق در سال ۲۰۰۰ تکمیل شد، از فرآیند تقطیر ناگهانی چندمرحله‌ای استفاده می‌کند و روزانه ۲۷۲٬۷۶۰ متر مکعب (۹٬۶۳۲٬۰۰۰ فوت مکعب) آب تولید می‌کند. ایستگاه انتقال آب تقطیرشده الحد، ظرفیت ذخیره‌سازی ۴۱۰ میلیون لیتر آب تقطیرشده را در مجموعه‌ای از مخازن فولادی ۴۵ میلیون لیتری فراهم می‌سازد. یک ایستگاه پمپاژ با ظرفیت ۱۳۵ میلیون لیتر در روز جریان آب را به ایستگاه‌های ترکیبی الحد، المحرق، الحورة، السنابس و السیف ارسال می‌کند و همچنین گزینه‌ای برای تأمین ثقلی جریان‌های کم به پمپ‌های ترکیبی و پمپ‌هایی که به جنوسان، البدیع و سار انتقال می‌دهند، دارد.
با تکمیل فاز سوم ساخت، ظرفیت کارخانه شیرین‌سازی آب دریا با اسمز معکوس (SWRO) در پروژه درة‌البحرین قرار بود به ۳۶٬۰۰۰ متر مکعب آب آشامیدنی در روز برسد تا نیازهای آبیاری مجموعه توسعه‌ای درة‌البحرین را تأمین کند.  شرکت خدمات‌رسانی مستقر در بحرین، Energy Central Co، مسئول طراحی، ساخت و بهره‌برداری از این کارخانه شد.

### جمهوری اسلامی ایران
برآورد می‌شود که حدود ۴۰۰٬۰۰۰ متر مکعب در روز از ظرفیت تاریخی و تازه‌نصب‌شده شیرین‌سازی آب در ایران به‌صورت عملیاتی در حال بهره‌برداری باشد.  از نظر فناوری، کارخانه‌های شیرین‌سازی موجود در ایران ترکیبی از فرآیندهای حرارتی و اسمز معکوس (RO) را به‌کار می‌برند. در میان فناوری‌های حرارتی، تقطیر ناگهانی چندمرحله‌ای (MSF) رایج‌ترین روش مورد استفاده است، اگرچه تقطیر با اثر چندگانه (MED) و فشرده‌سازی بخار (VC) نیز در برخی تأسیسات به‌کار گرفته می‌شوند.
پروژه ایرانی انتقال آب خلیج فارس (Persian Gulf Water Transfer) که توسط شرکت WASCO اجرا می‌شود، قرار است میزبان بزرگ‌ترین پروژه شیرین‌سازی آب در جهان باشد. این پروژه در بندرعباس واقع شده و ظرفیت نهایی آن ۱.۶ میلیون متر مکعب در روز خواهد بود.  هدف اصلی این پروژه، تأمین آب مورد نیاز مناطق مرکزی و صنعتی کشور از طریق شیرین‌سازی آب دریا و انتقال آن به استان‌هایی مانند یزد، کرمان و اصفهان است.

### قبرس
کارخانه‌ای در قبرس، در نزدیکی شهر لارنکا فعالیت دارد.  کارخانه شیرین‌سازی ذکیلیا (Dhekelia Desalination Plant) از سیستم اسمز معکوس (RO) برای تولید آب شیرین استفاده می‌کند.

### قطر
راس ابوفنتاس (Ras Abu Fontas - RAF) A2 – دارای ظرفیت ۱۶۰٬۰۰۰ متر مکعب در روز است.  کشور قطر همچنین برنامه‌هایی برای احداث دو کارخانه جدید با ظرفیت مجموعاً ۷۳۵٬۰۰۰ متر مکعب در روز دارد.

## نمک زدایی (شیرین‌سازی آب) در اروپا

### آلمان
آب شیرین در جزیره هِلگولاند از طریق دو کارخانه شیرین‌سازی اسمز معکوس (RO) تأمین می‌شود.

### جبل‌الطارق
آب شیرین در جبل‌الطارق توسط مجموعه‌ای از کارخانه‌های شیرین‌سازی اسمز معکوس (RO) و تقطیر ناگهانی چندمرحله‌ای (MSF) تأمین می‌شود. همچنین یک کارخانه آزمایشی شیرین‌سازی با اسمز مستقیم (Forward Osmosis) نیز در این منطقه فعال است.

### مالتا
مالت دارای چهار کارخانه شیرین‌سازی آب با اسمز معکوس (RO) در مناطق پمبروک (Pembroke)، چرکِووَا (Cirkewwa)، غار لابسی (Għar Lapsi) و هُندوق (Ħondoq) است. در سال ۲۰۲۲، این تأسیسات در مجموع حدود ۲۲ میلیون متر مکعب آب تولید کردند که معادل ۶۴٪ از کل تولید آب در کشور مالت بوده است.

### نروژ
نروژ کشوری است که تقریباً هیچ مشکلی در زمینه دسترسی به آب ندارد. بیش از ۹۹٪ از آب مورد نیاز جمعیت این کشور از منابع طبیعی آب شیرین مانند دریاچه‌ها، آبگیرها، رودخانه‌ها و آب‌های زیرزمینی تأمین می‌شود.  با این حال، در نروژ سه تأسیسات کوچک شیرین‌سازی آب دریا وجود دارد که همگی در استان نوردلاند (Nordland) واقع شده‌اند. این تأسیسات تنها به حدود ۵۰۰ نفر خدمات‌رسانی می‌کنند و صرفاً برای مناطقی به‌کار می‌روند که به منابع آب شیرین دسترسی مستقیم ندارند.

### سوئد
در حالی‌که سرزمین اصلی سوئد به منابعی مانند رودخانه‌های طولانی، هزاران دریاچه و آب‌های زیرزمینی وابسته است، طبیعت آفتابی و خشک مجمع‌الجزایر دریای بالتیک موجب کمبود آب در جزیره گوتلند شده است.  این جزیره دارای دو کارخانه شیرین‌سازی آب لب‌شور از دریای بالتیک است،یکی در هرویک (Herrvik) که در سال ۲۰۱۶ ساخته شد و دارای ظرفیت تولید ۴۸۰ متر مکعب در روز است و دیگری در کوارنوکرشامن (Kvarnåkershamn) با ظرفیت ۷٬۵۰۰ متر مکعب در روز.

### اسپانیا
لانزاروته شرقی‌ترین جزیره از جزایر قناری خودمختار اسپانیا است که منشاء آتشفشانی دارند. این جزیره، به دلیل نزدیکی به صحرای آفریقا، خشک‌ترین جزیره این مجمع‌الجزایر محسوب می‌شود و از منابع محدود آب برخوردار است.  در سال ۱۹۶۴، یک کارخانه شیرین‌سازی آب خصوصی و تجاری برای خدمت‌رسانی به کل جزیره و توسعه صنعت گردشگری نصب شد. در سال ۱۹۷۴، این پروژه با سرمایه‌گذاری‌های دولتی و شهرداری‌ها تقویت شد، و در سال ۱۹۸۹ زیرساختی گسترده‌تر تحت عنوان کنسرسیوم آب جزیره لانزاروته (INALSA) تأسیس گردید.